# Hans Liniger
Hans Liniger (Basilea, 15 febbraio 1894 – ...) è stato un calciatore svizzero, di ruolo centrocampista.

## Caratteristiche tecniche
Giocava nel ruolo di centromediano metodista.

## Carriera
Fu il primo giocatore straniero nella storia dell'Hellas Verona.